# 1501

## Esdeveniments
- 23 de gener, València: Una butlla pontifícia del papa Alexandre VI, Roderic de Borja, reconeix la universitat creada amb les noves Constitucions de l'Estudi General.[1]
- El Papa Alexandre VI confisca els castells i les terres dels barons romans.
- Conquestes de Cèsar Borgia al centre d'Itàlia.
- L'exèrcit francès ocupa Nàpols.

## Naixements
- 6 de maig, Montefano, Estats Pontificis: Papa Marcel II (m. 1555)[2]
- Vacha: Georg Witzel, pedagog i compositor de música religiosa.